# Бескудык
Бескудык (каз. Бесқұдық, до 2020 г. — Калиновка) — село в Хобдинском районе Актюбинской области Казахстана. Административный центр и единственный населённый пункт Бегалинского сельского округа. Находится примерно в 30 км к юго-западу от центра аула Кобда. Код КАТО — 154255100.

## Население
В 1999 году население села составляло 1670 человек (817 мужчин и 853 женщины). По данным переписи 2009 года, в селе проживали 1303 человека (639 мужчин и 664 женщины).

## Уроженцы
- Н. В. Терещенко — участник ВОВ, Герой Советского Союза